# Consejo Menor
El Consejo Menor (en italiano: Minor Consiglio) o Consejo Ducal era, después del dux de Venecia, el principal órgano constitucional de la República de Venecia, Servía tanto de asesoramiento como de asociado del dux, compartiendo y limitando su autoridad.

## Establecimiento
El Consejo Menor se estableció probablemente en algún momento entre 1172 y 1178, poco después del Gran Consejo. Ambos consejos tenían sus antecedentes en un "consejo de sabios" (consilium sapientes) que el patriciado veneciano había situado junto al dux para asesorarle, pero también para recortarle su independencia y autoridad. Está atestiguado al menos desde 1143. De hecho, los primeros consejeros ducales conocidos (consiglieri ducali) fueron elegidos junto al dux Pietro Barbolano en 1032, para evitar que se repitieran las tendencias monárquicas de sus predecesores.

## Composición
Los miembros del Consejo Menor eran elegidos por el Gran Consejo, y a los elegidos se les prohibía rechazar la elección bajo fuertes penas. El número de consejeros ducales se elevó a seis, uno por cada distrito de la ciudad (sestiere). Su mandato duraba un año, seguido de otro año (posteriormente elevado a 16 meses) en el que se les prohibía ocupar el mismo cargo. Los consejeros ducales eran miembros de oficio del Gran Consejo.
Muy poco después de su creación, los jefes del Consejo de los Cuarenta (capi dei Quaranta) se asociaron al Consejo Menor, sustituyendo a veces a los consejeros ducales que faltaban y teniendo derecho a votar con ellos en ciertos asuntos. Esta asociación está documentada como establecida, de hecho, en 1231.
En 1437, tres de los consejeros salientes del año fueron nombrados consejeros "inferiores", que no formaban parte formalmente del Consejo Menor, pero que tenían la misión de representarlo en el Consejo de los Cuarenta.

## Función y competencias
La función principal del Consejo Menor consistía en compartir y limitar el poder del dux. De hecho, la relación entre ambos era tan estrecha que, con frecuencia, las fuentes casi los confunden. El dux dependía del asentimiento de, al menos, cuatro consejeros ducales para que sus decisiones tuvieran fuerza, y no podía abrir despachos si no era en su presencia, mientras que, a la inversa, el Consejo Menor no necesitaba la presencia del Dux para actuar.
En ausencia de un dux, o durante un interregno, el Consejo Menor se encargaba de todo el gobierno, y uno de los consejeros ducales -no siempre el de mayor edad- se convertía en el vice-dux. El Consejo Menor también iniciaba la elección de un nuevo dux, y estaba facultado para introducir cualquier cambio en el proceso que considerase oportuno. El vice-dux era entonces responsable de coronar al recién elegido dux con el principal símbolo de su cargo, el corno ducale.
Junto con los capi dei Quaranta y el dux, el Consejo Menor formaba la Signoria de Venecia, el gobierno formal veneciano, y, unido con las juntas de los savi formaba el gabinete de facto, el Colegio Plenario.
El Consejo Menor copresidía con el dux todos los consejos de gobierno de la República, y tenía derecho a iniciar leyes y propuestas para presentarlas ante el Gran Consejo. El Consejo Menor también era notificado con antelación de cualquier proyecto de propuesta iniciado por otros consejos, y tenía derecho a retrasar su presentación ante el Gran Consejo durante tres días. Además, incluso los consejeros ducales, individualmente, tenían derecho a convocar el Gran Consejo.
Sin embargo, una vez que los consejos inferiores habían tomado una decisión, el Consejo Menor estaba obligado a obedecerla. De hecho, el juramento del cargo de los consejeros ducales les obligaba explícitamente a hacer cumplir esto al dux, y a oponerse a él si intentaba anular o ignorar una decisión de los consejos inferiores.
Como parte de la Signoria, el Consejo Menor participaba en la supervisión de los tribunales, y adjudicaba la jurisdicción en las disputas entre magistraturas menores. El juramento del cargo del dux le obligaba a él y a sus consejeros ducales a visitar los tribunales en persona y escuchar las quejas que allí se les presentaran. Hasta 1446, el Consejo Menor también tenía la responsabilidad de interpretar la ley.
Adicionalmente, los consejeros ducales se encargaban de supervisar la administración de la propia Venecia y las elecciones de sus oficiales. En materia financiera, el Consejo Menor tenía, originalmente, el derecho a disponer de fondos públicos de hasta 10 libras de oro, pero esto fue abolido en 1441.